# ビクター・ウェンバンヤマ
- ヴィクター・ウェンバニャマ

ビクター・ウェンバンヤマ（Victor Wembanyama, 2004年1月4日 - ）は、フランス・ル・シェネ出身のプロバスケットボール選手。NBAのサンアントニオ・スパーズに所属している。ポジションはセンター。愛称は「ウェンビー」、「エイリアン」。ウィングスパン245cmを誇る正真正銘のエイリアン。(レブロンが彼の規格外の体を見て名付けたあだ名)

## 経歴

### 生い立ち・ユース
フランスで生まれ育つ。父のフェリックスはコンゴ民主共和国出身の陸上選手で、走高跳、走幅跳、三段跳で活躍していた。母のエロディは元プロバスケットボール選手で、現在は指導者。姉のエブはプロバスケットボール選手で、弟のオスカーはハンドボール選手である。祖父のミシェルも元プロバスケットボール選手である。
本格的にバスケを始める前はサッカーや柔道も行っていた。7歳の頃から地元のユースチームでプレーし、コーチである母から指導を受けた。
2013年に地元のユースチームでプレーしていた際、当時9歳にして約180cmという並外れた身長を誇っていた。これがLNBに所属するナンテール92のコーチの目に留まり、10歳でナンテールのユースチームと契約した。2018年2月にはFCバルセロナのユースチームに派遣され、スペインで開催されたU-14トーナメントで3位だった。大会後にバルセロナのトップチームからオファーを受けたが、本人の意向もあり断った。

### ナンテール92
2019-20シーズンからナンテールのトップチームに配属され、プロデビューを果たした。このシーズンは出場時間を制限され、2試合の出場に留まった。その後はフランスのU-21リーグでもプレーした。2020年2月にリトアニアのカウナスで行われたアディダス・ネクストジェネレーション・トーナメントにナンテールのU-18チームで出場。大会平均15.8得点、12リバウンド、2.8スティール、6ブロックを記録して大会ブロック王を受賞し、オールトーナメントチームに選出された。
2020-21シーズンはセントレ・フェデラルでもプレーした。2020年10月には、ピックアップゲームでフランス代表のルディ・ゴベア、ビンセント・ポイエーと対戦する動画が拡散され、話題となった。12月12日の試合で腓骨を疲労骨折し、約2カ月半欠場した。2021年5月25日のオルレアン・ロワレ戦ではシーズンハイとなる14得点、10リバウンドを記録した。最終的にLNBでは18試合に出場して平均6.8得点、4.7リバウンドを記録し、リーグの最優秀若手選手賞を受賞した。また、U-21のチームであるエスポアでは5試合に出場して平均13.4得点、8.6リバウンド、セントレ・フェデラルでは4試合に出場して平均11.8得点、6.8リバウンド、3ブロックを記録した。このシーズン終了後、ナンテールを退団した。

### アスヴェル・バスケット

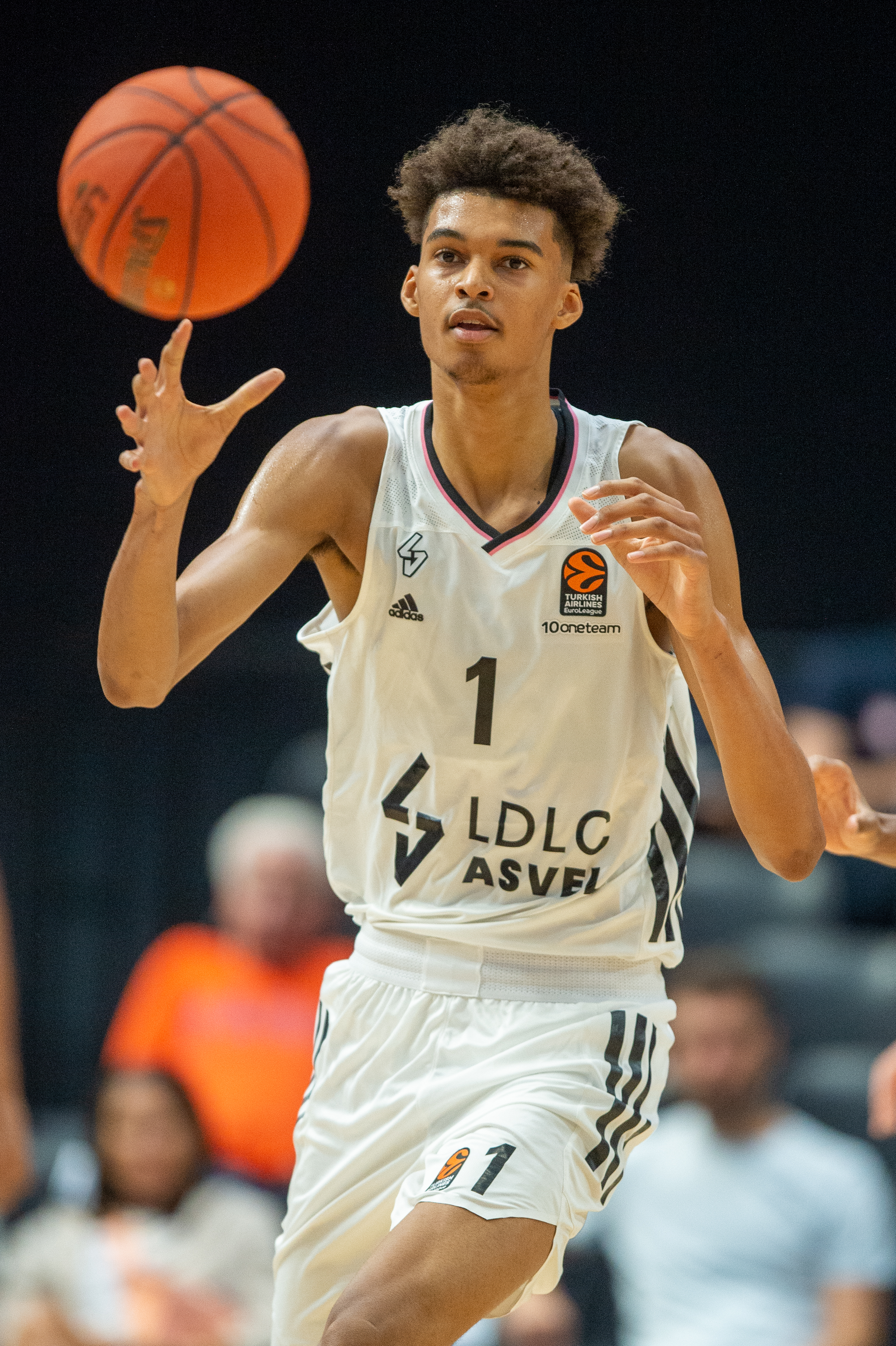
アスヴェル・バスケットでのウェンバンヤマ
（2021年）

2021年6月29日にLNBおよびユーロリーグに所属するアスヴェル・バスケットと3年契約を結んだ。
2021-22シーズンは病気のため開幕後最初の1カ月を欠場した。2021年10月1日のBCジャルギリス戦で3分間出場し、ユーロリーグでの初出場を果たした。11月1日に指を骨折して離脱し、12月2日に復帰するも、同月20日に右肩を打撲して再び離脱した。LNBのオールスターゲームに選出されたが、故障のため出場できなかった。2022年2月11日に復帰。4月3日のESSM ル・ポルテル戦にて、シーズンハイとなる25得点、7リバウンド、3ブロックを記録した。6月3日に行われたプレーオフのセミファイナルにて大腰筋を痛め、残りの試合を欠場した。最終的にLNBでは平均9.4得点、5.1リバウンドを記録し、2年連続で最優秀若手選手賞を受賞した。ユーロリーグでは平均6.5得点、3.8リバウンドを記録し、ライジングスター賞の投票では2位だった。球団社長のトニー・パーカーからはウェンバンヤマを中心にチームを構築することを約束されていたが、シーズン終了後に残りの契約を破棄し、アスヴェルを退団した。

### メトロポリタンズ92

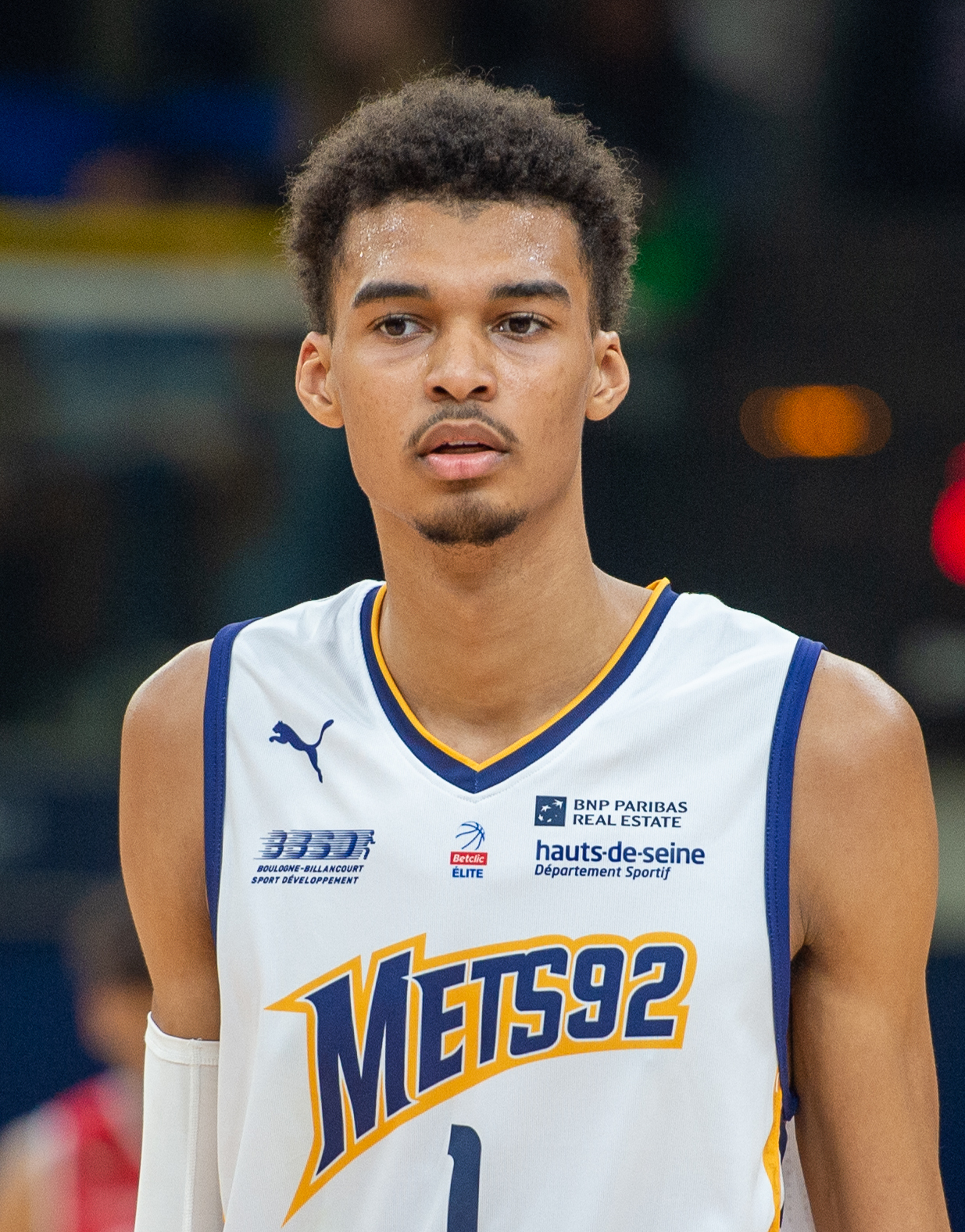
メトロポリタンズ92でのウェンバンヤマ
（2022年

2022年7月4日にLNBのメトロポリタンズ92と2年契約を結んだ。ヘッドコーチのビンセント・コレットが若手の育成に定評があることが決め手となった。シーズン開幕前の10月にはアメリカ合衆国でNBAGリーグ・イグナイトとのエキシビションマッチが行われ、NBAのスカウトやエグゼクティブが200人以上視察に訪れた。エキシビションマッチでは1試合目で37得点、5ブロック、2試合目は36得点、11リバウンドを記録した。また、NBAはメトロポリタンズ92の試合を中継することを発表した。
2022-23シーズン、2022年11月4日のリモージュCSP戦でキャリアハイの33得点、12リバウンド、4アシスト、3ブロックを記録。2年連続で選出されたオールスターゲームでは27得点、12リバウンド、4アシストを記録してMVPを受賞した。2023年4月21日に同年のNBAドラフトにエントリーした。このシーズンは最終的に平均21.6得点、10.4リバウンド、3.1ブロックを記録し、LNB史上最年少でシーズンMVPを受賞した。プレーオフではASモナコ相手にスイープされ、優勝を逃している。

### サンアントニオ・スパーズ
2023年のNBAドラフトにて1巡目全体1位でサンアントニオ・スパーズから指名され、7月1日にスパーズとルーキー契約を結んだ。

#### 2023-24シーズン：衝撃のルーキーイヤー
10月25日のダラス・マーベリックス戦でNBAデビューし、15得点、5リバウンド、2アシスト、2スティール、1ブロックを記録したが、チームは119-126で惜敗した。この試合でスパーズのルーキーのデビュー戦最多記録を更新する3本の3ポイントシュートを成功させた。11月2日のフェニックス・サンズ戦で38得点、10リバウンド、2ブロックを記録し、チームは132-121で勝利した。なお、ティーンエイジャーの選手が1試合で35得点・10リバウンド・2ブロック以上を記録したのは、レブロン・ジェームズ、ケビン・デュラントに次いでNBA史上3人目だった。同月5日のトロント・ラプターズ戦で20得点、9リバウンド、5ブロックを記録。スパーズのルーキーが1試合で20得点・5ブロック以上を記録したのはティム・ダンカン以来だった。18日のメンフィス・グリズリーズ戦では19得点、13リバウンド、4アシスト、8ブロックを記録した。12月8日のシカゴ・ブルズ戦で21得点、20リバウンドを記録。ドワイト・ハワードを抜きNBA史上最年少で20得点・20リバウンド以上を記録した選手となった。17日のニューオーリンズ・ペリカンズ戦で17得点、13リバウンドを記録し、ハワードを抜いてティーンエイジャー記録となる8試合連続でのダブル・ダブルとなった。
2024年1月10日のデトロイト・ピストンズ戦で16得点、12リバウンド、10アシストを記録し、自身初となるトリプル・ダブルを達成した。2月12日のトロント・ラプターズ戦で27得点、14リバウンド、10ブロック、5アシストを記録し、自身2度目のトリプル・ダブルを達成した。ブロックを含むトリプル・ダブルは、2021年1月のクリント・カペラ以来約3年ぶりであり、1試合で25得点・10リバウンド・10ブロック・5アシスト以上を達成したのは、アキーム・オラジュワン、カリーム・アブドゥル＝ジャバー、デビッド・ロビンソン、ラルフ・サンプソンに次いで史上5人目だった。なお、新人選手がブロックを含むトリプル・ダブルを記録したのは、デビッド・ロビンソン、マーク・イートン、ラルフ・サンプソンに次いで史上4人目であった。
2月22日のサクラメント・キングス戦では19得点、13リバウンド、4アシスト、5スティール、5ブロックを記録し、あと1アシストがあればファイブ・ファイブズを達成するところだった。ところが、翌日のロサンゼルス・レイカーズ戦で出場時間31分で27得点、10リバウンド、8アシスト、5スティール、5ブロックを記録し、史上15人目となるファイブ・ファイブズであるとともに、史上最年少かつ史上最短出場時間でのファイブ・ファイブズを達成した。なお、2試合連続で5スティール・5ブロックを記録したのはマイケル・ジョーダンに次いで史上2人目であった。3月30日のニューヨーク・ニックス戦でシーズンハイとなる40得点、20リバウンドを記録し、チームは延長戦の末に130-126で辛勝した。なお、NBAの新人選手が40得点・20リバウンド以上を記録したのは、1993年のシャキール・オニール以来約30年ぶりであった。
4月13日にスパーズはウェンバンヤマが翌14日のシーズン最終戦であるデトロイト・ピストンズ戦に右足首の負傷のため出場しないことを発表した。このシーズン、ウェンバンヤマは1シーズンに1500得点・250アシスト・250ブロックを記録した史上初の新人選手となり、歴代ではカリーム・アブドゥル＝ジャバー、アキーム・オラジュワン、デビッド・ロビンソンに次いで史上4人目の選手となった。そして、シーズン通算1500得点・250ブロック・3ポイントシュート100本成功を記録した史上初の選手となった。また、このシーズンにウェンバンヤマは平均3.6ブロックを記録し、NBA史上最年少でブロック王を受賞（新人選手ながらブロック王を受賞したのは1985-86シーズンのマヌート・ボル以来）し、史上6人目となる満場一致で新人王を受賞した。さらに、ウェンバンヤマはNBAオールディフェンシブファーストチームに選出され、NBA史上最年少かつオールディフェンシブファーストチーム入りした史上初の新人選手となった。

#### 2024-25シーズン：初のオールスター、血栓による全休
10月31日のユタ・ジャズ戦で自身2度目のファイブ・ファイブズとなる25得点、9リバウンド、7アシスト、5スティール、5ブロックを記録し、チームは106-88で勝利した。なお、NBAで複数回のファイブ・ファイブズを達成したのは、アキーム・オラジュワン、アンドレイ・キリレンコに次いで史上3人目であった。11月4日のロサンゼルス・クリッパーズ戦で24得点、13リバウンド、9ブロックを記録したが、チームは104-113で敗れた。同月13日のワシントン・ウィザーズ戦でキャリアハイとなる50得点を記録し、史上4番目の若さ（20歳314日）で50得点以上を記録した選手となった。また、直近3試合で合計3ポイントシュート20本成功・13ブロック以上を記録したNBA史上初の選手となった。
12月21日のポートランド・トレイルブレイザーズ戦でキャリアハイに並ぶ10ブロックを含む30得点（内3ポイントシュート4本）を記録し、20歳以下で複数の試合で10ブロック以上を記録したNBA史上初の選手となり、チームは114-94で勝利した。なお、1試合で30得点・10ブロック以上のダブル・ダブルを達成したのは、アキーム・オラジュワン、デビッド・ロビンソン、アーティス・ギルモア、カリーム・アブドゥル＝ジャバー、ドワイト・ハワードに次いでNBA史上6人目であり、1試合で3ポイントシュート4本成功・10ブロックを記録したNBA史上初の選手となった。さらに、ウェンバンヤマはこの試合で62試合連続で1ブロック以上を記録しており、デビッド・ロビンソンが保持していたフランチャイズ記録を更新した。同月25日のクリスマスゲームとなるニューヨーク・ニックス戦で42得点、18リバウンド、4アシスト、4ブロックを記録したが、チームは114-117で惜敗した。なお、クリスマスゲームで40得点・15リバウンド以上を記録したのは、ウィルト・チェンバレン、ニコラ・ヨキッチに次いでNBA史上3人目であった。また、クリスマスゲームデビュー戦における得点数は、ウィルト・チェンバレン（45得点）、トレイシー・マグレディ（43得点）に次いで史上3番目の得点数であった。
2025年1月30日に自身初となるオールスターに控えとして選出された。しかし、オールスター出場後の2月20日に右肩深部静脈血栓症と診断され、残りのシーズンを全休することが発表された。このシーズン、ウェンバンヤマは46試合に出場し、リーグ1位となる平均3.8ブロックを含む平均24.3得点、11.0リバウンド、3.7アシストを記録した。

## 代表歴
2024年のパリオリンピックにフランス代表で出場し、フランスを決勝まで導く活躍をした。アメリカのNBA軍団に接戦のときがあったがカリー得意の3Pによって流れを変えられ負けてしまう。結果は98-87。

## 選手としての特徴
裸足の身長が約220cm、ウィングスパンは約244cmと規格外のサイズを誇り、俊敏性も備える。ウェンバンヤマの試合を間近で観戦したレブロン・ジェームズは彼を「エイリアン」と評し、「彼ほど大きく、それでいてスムーズに動ける選手を見たことがない」と称賛している。また、NBAアナリストのエイドリアン・ウォジュナロウスキーはウェンバンヤマを「NBA史上最高にして、唯一無二の逸材」と評している。
オフェンスではビッグマンながら3ポイントシュートを高精度で決めることができ、ガードのようなボールハンドリングスキルを備えている。ディフェンスではそのサイズを活かし、ショットブロッカーとして活躍する。
一方で、身長と比べると体重が軽く体格も細いため、将来大きな怪我をしてしまう可能性が懸念されている。

## 個人成績

### NBA

#### レギュラーシーズン
| シーズン     | チーム       | GP  | GS  | MPG  | FG%  | 3P%  | FT%  | RPG  | APG | SPG | BPG | PPG  |
| ------------ | ------------ | --- | --- | ---- | ---- | ---- | ---- | ---- | --- | --- | --- | ---- |
| 2023–24      | SAS          | 71  | 71  | 29.7 | .465 | .325 | .796 | 10.6 | 3.9 | 1.2 | 3.6 | 21.4 |
| 2024–25      | SAS          | 46  | 46  | 33.2 | .476 | .352 | .836 | 11.0 | 3.7 | 1.1 | 3.8 | 24.3 |
| 通算         | 通算         | 117 | 117 | 31.1 | .469 | .339 | .809 | 10.8 | 3.8 | 1.2 | 3.7 | 22.5 |
| オールスター | オールスター | 1   | 0   | 13.9 | .727 | .333 | ---  | 7.0  | .0  | 1.0 | 2.0 | 17.0 |

### ユーロリーグ
| シーズン | チーム     | GP | GS | MPG  | FG%  | 3P%  | FT%  | RPG | APG | SPG | BPG | PPG |
| -------- | ---------- | -- | -- | ---- | ---- | ---- | ---- | --- | --- | --- | --- | --- |
| 2021–22  | アスヴェル | 13 | 10 | 17.3 | .373 | .303 | .667 | 3.8 | .5  | .4  | 1.9 | 6.5 |
| 通算     | 通算       | 13 | 10 | 17.3 | .373 | .303 | .667 | 3.8 | .5  | .4  | 1.9 | 6.5 |

## 人物

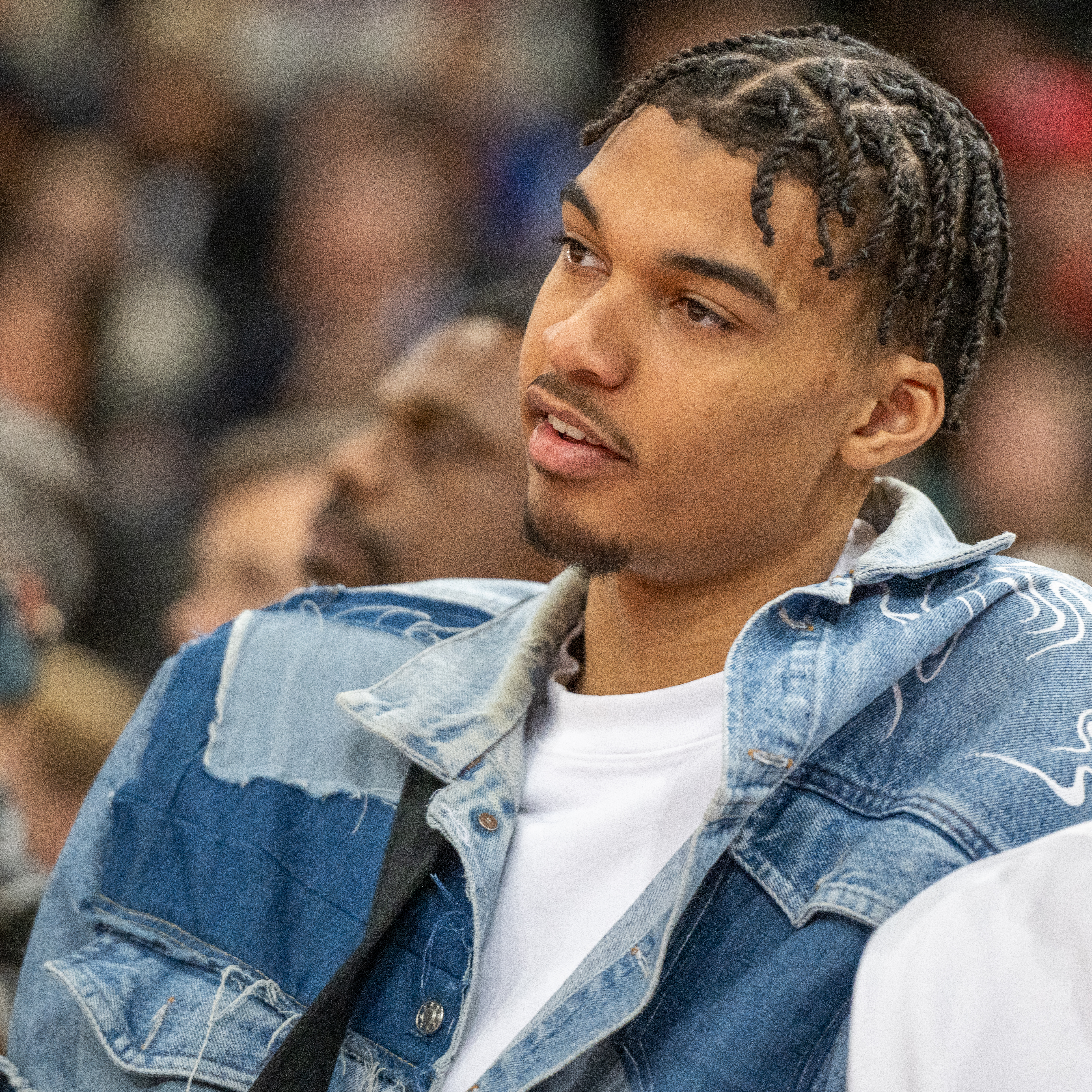
2023年にパリで行われたNBAの試合でコートサイドに座るウェンバンヤマ

ウェンバニヤマの代理人は、コムスポーツのエージェント、ブーナ・ンジャイで、その家族とは長年の付き合いがあり、ンジャイの息子はウェンバニヤマの母親に幼い頃から指導を受けおり、はウェンバニヤマが15歳になる頃にも指導を受けており、2022年にはクライアントとして契約を結んでいる。
ウェンバンヤマは学校で同年代より1年進んでおり、ナンテール92と提携した日本の高等学校に相当する後期中等教育機関リセに通っていた。地球および生命科学と社会経済科学を専攻し、優秀な成績でバカロレアを取得した。母国語であるフランス語の他に、英語も流暢に話せる。英語は、中学時代からアメリカ人のInstagramアカウントの動画や英語のテレビ番組を見て独学で学んだ。スターウォーズなどのSF 、芸術、文学を好む。好きなミュージシャンはラッパーのアルファ・ワン。熱心なチェスプレーヤーでもあり、ワシントンスクエアパークでファンとプレイしたこともある。
NBAサマーリーグのためにラスベガスに滞在していた際、ウェンバンヤマと彼の個人警備チームは、ポップシンガーのブリトニー・スピアーズとの「事件」に巻き込まれた。スピアーズはラスベガスでウェンバンヤマに近づき、背中を叩いたため、ウェンバンヤマの警備員はスピアーズの顔面を殴打した。この事件の後、告訴は行われなかった。
ウェンバンヤマがデビュー戦で着用したジャージは、サザビーズで新人選手の記録的な価格である76万2000ドルで落札された。